# Skewb

Els quatre plànols de gir de la Skewb bisequen com es mostra en aquesta figura

El Skewb és un trencaclosques mecànic tridimensional del tipus del cub de Rubik, compost per peces que poden rotar i canviar de posició. El seu nom prové de les paraules angleses skew (oblic, tort) i cube (cub). Va ser inventat pel periodista anglès Tony Durham i comercialitzat per Uwe Meffert, al principi amb el nom de Pyraminx Cube. Douglas Hofstadter va encunyar la paraula «Skewb» en un article de la Scientific American al juliol del 1982.

## Descripció
Mentre que el cub de Rubik està tallat per sis plànols paral·lels a les cares, el skewb està tallat per només quatre plànols perpendiculars a les diagonals principals. Cadascun d'aquests plànols divideix el cub en dues parts iguals. Una rotació o moviment consisteix en rotar 120 graus qualsevol d'aquests semicubs.
El skewb està format per dues classes de peces: vuit cantonades, amb tres colors cadascuna; i sis centres monocroms de forma quadrada. Cada moviment desplaça quatre cantonades i tres centres.
El skewb està relacionat amb el trencaclosques pyraminx, ja que aquest també posseeix quatre eixos de rotació. Les sis peces dels centres de les arestes es corresponen amb les sis peces centrals del skewb, i les quatre peces de les cantonades del pyraminx es corresponen amb quatre de les cantonades del skewb.
Altres versions li van seguir al Skewb: el «Master Skewb» del dissenyador Katsuhiko Okamoto, presentat l'any 2003, i el «Elite Skewb» del dissenyador Andrew Cormier, presentat en 2009.

## Rècords mundials

### Velocitat
El rècord mundial de velocitat amb el Skewb el té Andrew Huang, amb un temps de 0,93 segons durant la WCA World Championship 2019

### Mitjana
El rècord mundial de mitjana el té el polonès Łukasz Burliga, qui va obtenir un temps de 2.03 segons després de realitzar els següents temps: 2.48, 1.91, 1.71, 1.39 i 4.98, sent eliminats el millor i pitjor temps per calcular la mitjana.

## Solucions òptimes
| n     |           |
| ----- | --------- |
| 0     | 1         |
| 1     | 8         |
| 2     | 48        |
| 3     | 288       |
| 4     | 1 728     |
| 5     | 10 248    |
| 6     | 59 304    |
| 7     | 315 198   |
| 8     | 1 225 483 |
| 9     | 1 455 856 |
| 10    | 81 028    |
| 11    | 90        |
| Total | 3 149 280 |

El màxim nombre de girs necessaris per resoldre el Skewb és 11. Existeixen 3 149 280 diferents posicions del trencaclosques, un nombre prou petit com perquè una computadora trobi la solució òptima. A la taula anterior es resumeix el resultat d'aquesta cerca, sent p el nombre de posicions que requereixen n girs per resoldre el trencaclosques.